# Ostra portuguesa
A ostra portuguesa (Crassostrea angulata), é uma espécie de ostra encontrada no sudoeste da Península Ibérica, intimamente relacionada com a ostra-do-Pacífico.
Embora identificada pela primeira vez como uma espécie nativa da Europa, estudos genéticos sugerem que a ostra portuguesa é originária da costa do Pacífico da Ásia e foi introduzida na Europa por navios mercantes portugueses no século XVI. A espécie é geralmente encontrada na foz de rios e estuários costeiros, especialmente no Estuário do Tejo.

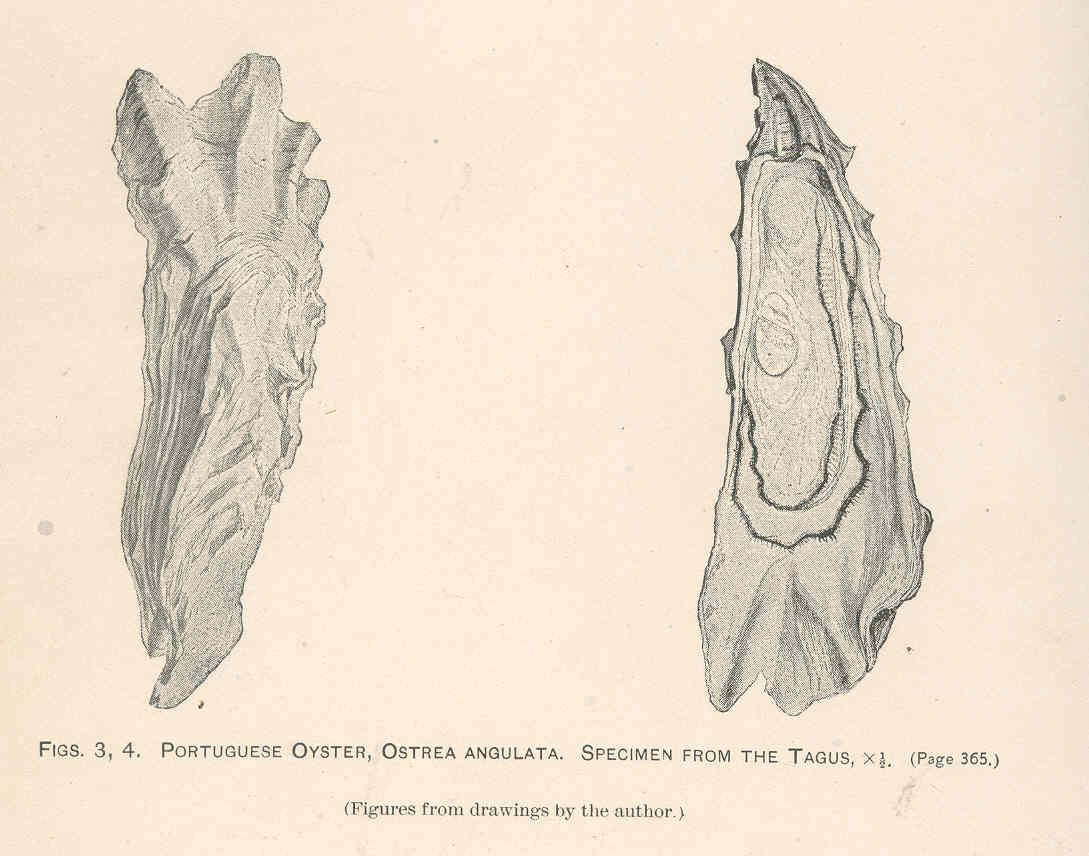
gravura da ostra-portuguesa num livro em 1892

A Ilha do Rato, era, até ao início do século XX, local de criação da ostra-portuguesa, que posteriormente era exportada para os mercados ingleses e franceses. Nos anos 60 e 70 eram exportados milhares de toneladas por ano de ostra portuguesa, provenientes dos estuários do Tejo e Sado. 
A partir de 1966 observam-se danos nas brânquias e malformações na concha que levou à extinção da Crassostrea angulata em 1974. O anti-vegetativo “tributil estanho”, utilizado na pintura das embarcações, é apontado como a principal causa para a elevada mortalidade da espécie em Espanha, França e Portugal.

## Valor Comercial
Antes da dizimação pela doença iridoviral em 1969, C. angulata era amplamente cultivada na França e em Portugal como parte da indústria de ostras comestíveis. A ostra-do-Pacífico, mais resistente à doença, foi introduzida na década de 1970 e, desde então, substituiu a C. angulata como principal espécie comercial. Atualmente, a ostra portuguesa não é cultivada comercialmente.